# Fisher Athletic FC
Fisher Athletic Football Club var en engelsk fotbollsklubb från South East London i England. Den bildades 1908 och upplöstes efter konkurs 2009. Hemmamatcherna spelades i vanliga fall på Surrey Docks Stadium i Rotherhithe, men under de sista säsongerna innan klubben gick i konkurs renoverades den och klubben spelade istället sina hemmamatcher på Champion Hill i Dulwich. Smeknamnen var The Fish eller The Martyrs. En ny klubb startades i området efter klubbens konkurs med namnet Fisher FC.

## Historia
Klubben grundades 1908 av Michael Culiton, headmaster på Dockland School, för att underprivilegierade ungdomar i Bermondsey skulle få tillgång till sport faciliteter. Klubben döptes efter den katolske martyren Saint John Fisher. De är därmed en av få idrottsklubbar i världen som tagit sitt namn efter en person. Klubbens närmaste “granne” är Millwall, men då de väldigt sällan möts i tävlingsmatcher så finns ingen större rivalitet mellan dem, istället så anses Dulwich Hamlet vara lagets närmaste rival, trots att man för närvarande delar arena.
Till att börja med så spelade man i olika distriktsligor innan man gick med i Parthenon League som man stannade i till 1965, då klubben lades ned och ombildades i Mitcham. Man gick med i West Kent League säsongen 1966-67 och valdes 1974 in i Spartan League, som man några år senare vann två säsonger i rad 1980-81, 1981-82. Säsongen 1981-82 flyttade man även till sin nuvarande stadium vid Surrey Docks.
Man valdes in i Southern Football Leagues Southern Division inför säsongen 1982-83 och gjorde succé direkt genom att ta hem titeln, och flyttades upp till Premier Division. Säsongen 1986-87 var det dags för ännu en titel när man vann Premier Division och flyttades upp till Football Conference.
Säsongen 1990-91 blev det slut på avancemanget uppåt i det engelska ligasystemet då de hamnade i botten av Football Conference och flyttades ned till Southern Football League Premier Division. Säsongen 1991-92 innebar ännu en degradering, den här gången till Southern Football League Southern Division där de kom att spela till millennieskiftet, oftast placerade de sig i mitten av tabellen.
Säsongen 1999-2000 anställdes Alan Walker som manager, han drog ihop en fin spelartrupp för att göra ett seriöst försök att vinna den nya Southern Football League Division One East. Avancemang var säkrat två veckor innan säsongen slutade, striden om titeln avgjordes först på säsongens sista dag när Fisher vann över Newport IOW med 2-0 och blev Eastern Division mästare. Fishers framgång blev emellertid kortvarig, man spelade bara en säsong (2000-01) i Southern Football League Premier Division innan man var tillbaka i Eastern Division igen. Där spelade man de kommande tre säsongerna innan man vann titeln 2004-05 och flyttades upp, den här gången till Isthmian League Premier Division. Anledningen till avancemanget var bland annat en ny ordförande, Sami Muduroglu som köpte flera toppspelare som förstärkte truppen och en ny manager, Wayne Burnett som kom i februari 2004. Man vann även London Senior Cup den här säsongen.
Säsongen 2005-06 kom man trea i Isthmian Leagues Premier Division och vann både Isthmian League Cup och London Senior Cup. Tredje platsen i Isthmian Leagues gjorde att man kvalificerade sig för kvalspel, där man tog sig till kvalfinalen och vann över Hampton & Richmond Borough FC med 3-0 och avancerade upp till Conference South.
Fisher Athletic har även en boxningssektion, som är en av Storbritanniens största för pojkar och en friidrottssektion.

## FA Cupen
Både 1984-85 och 1987-88 tog man sig till första omgången av FA-cupen och förlorade med 1-0 båda gångerna. Första gången mot Bristol City FC och andra gången mot Bristol Rovers FC. 2001-02 tog man sig till fjärde kvalificeringsomgången innan man åkte ut mot Forest Green Rovers FC som vann med 3-1.

## Meriter
- Southern Football League Premier Division: 1987
- Southern Football League Division One Eastern Division: 2000, 2005
- Southern Football League Southern Division: 1983
- Spartan League: 1981, 1982
- London Senior Cup: 2005, 2006